# Cariniana parvifolia
Cariniana parvifolia là một loài thực vật có hoa trong họ Lecythidaceae. Loài này được S.A.Mori, Prance & Menandro mô tả khoa học đầu tiên năm 1995.